# Directeur des engagements
Le responsable des engagements d'une banque est garant de l'attribution et du suivi de l'octroi des opérations bancaires et plus particulièrement de l'activité des crédits et de garanties à des tiers. Ces principales missions sont de :
- proposer ou fixer les règles générales d'attribution et les objectifs généraux de développement et sécurité en matière de crédit et de garanties reçues et données,

- superviser les analystes crédit, qu'ils soient au siège ou dans les agences, et gérer les délégations d'autorisation dont dispose chacun,

- faire fonctionner l'organe de gouvernance que l'on nomme Comité des engagements ou Crédits, chargé de l'accord des crédits les plus importants et du suivi général des risques crédits ou de toutes les règles permettant la souscription des produits bancaires,

- gérer le suivi des crédits et mettre en œuvre les moyens de récupérer l'argent en cas de non remboursement (en liaison avec le service juridique-contentieux)

- Contrairement au Responsable Crédits, le responsable des engagements est chargé des conditions d'octroi sur l'ensemble de la gamme des produits bancaires (financements, titres, banque au quotidien...).

- Transposer la veille règlementaire dans les procédures d'octroi et contrôler les opérations bancaires.

Compétences techniques : connaissances en finance, économie, gestion, comptabilité, droit et fiscalité qui permettent au responsable de se positionner face au risque par une approche globale des problématiques de l’entreprise.
Compétences comportementales : rigueur, sens critique, recul, contrôle, capacité d’analyse, sens de la communication.
Fort niveau d'expertise bancaire.